# Наман
Наман (индон. Namang) — район в Индонезии, в провинции Банка-Белитунг, в округе Центральная Банка. Население — 16 625 чел. (2010).

## География и климат
Наман расположен в восточной части острова Банка. Ближайший крупный город — Панкалпинанг.
Климат в Намане очень тёплый и влажный.
Рядом с административным центром района — деревней Наман — расположен природный парк, в котором обитает местный вид летучих мышей, находящийся под защитой. Туземное население занимается сбором грибов, плодов и мёда, который производят обитающие в местных лесах дикие пчёлы. Основная сельскохозяйственная культура — рис.

## Административное деление и население
В состав кечаматана (района) входит ряд населённых пунктов:
- Наман
- Каю-Беси
- Баскара-Бхакти
- Белилик
- Джелутунг
- Чамбай
- Чамбай-Селатан
- Букит-Киджанг

Общая численность населения Намана составляет 16 625 человек.